# Martje en het IQ van 157
Martje en het IQ van 157 is een hoorspel van Frans Verbeek. De NCRV zond het uit op maandag 8 mei 1972, van 21:39 uur tot 22:20 uur. De regisseur was Wim Paauw.

## Rolbezetting
- Nina Bergsma (Martje Breukers)
- Trudy Libosan (Karel & juffrouw Zwart, psychologe)
- Paul van der Lek (meester Helmond, de onderwijzer van Martje)
- Jeanne Verstraete (moeder Breukers)
- Tonny Foletta (vader Breukers)
- Hetty Berger (mevrouw Pietersen, een vriendin van Martjes moeder)

## Inhoud
Martje Breukers is voor haar leeftijd hoogintelligent. Om het met juffrouw Zwart te zeggen: “Het reactievermogen van Martje is gebaseerd op een abnormaal hoog getal. Haar reacties komen overeen met haar intelligentiegraad, maar in het geheel niet met haar leeftijd.” Dat geeft uiteraard allerlei problemen. Die komen dan ook aan de orde in dit spel. De meester wil dat Martje naar een hogere klas gaat; ze verveelt zich. Eigenlijk vindt hij dat ze zich zou moeten laten testen, maar de ouders van Martje zijn daar faliekant tegen. Ze zien een psycholoog als een “gekkendokter”. Meester Helmond ontmoet veel tegenstand bij zijn poging dit “knappe kind” zo goed mogelijk te begeleiden. Swift had gelijk toen hij schreef: “Wanneer een werkelijk genie in de wereld verschijnt, kunt gij het aan dit teken herkennen dat alle domkoppen er tegen samenspannen.” Als meester Helmond Martje veel later nog eens opzoekt, blijkt dat zelfs intelligente kinderen vreemde besluiten kunnen nemen…